# Alter Jüdischer Friedhof Steinheim
Der Alte Jüdische Friedhof Steinheim war der Friedhof für die Einwohner jüdischen Glaubens in Groß-Steinheim, heute Stadt Hanau im Main-Kinzig-Kreis in Hessen. Er wurde bis 1892 genutzt, anschließend übernahm der Neue Jüdische Friedhof Steinheim seine Funktion.

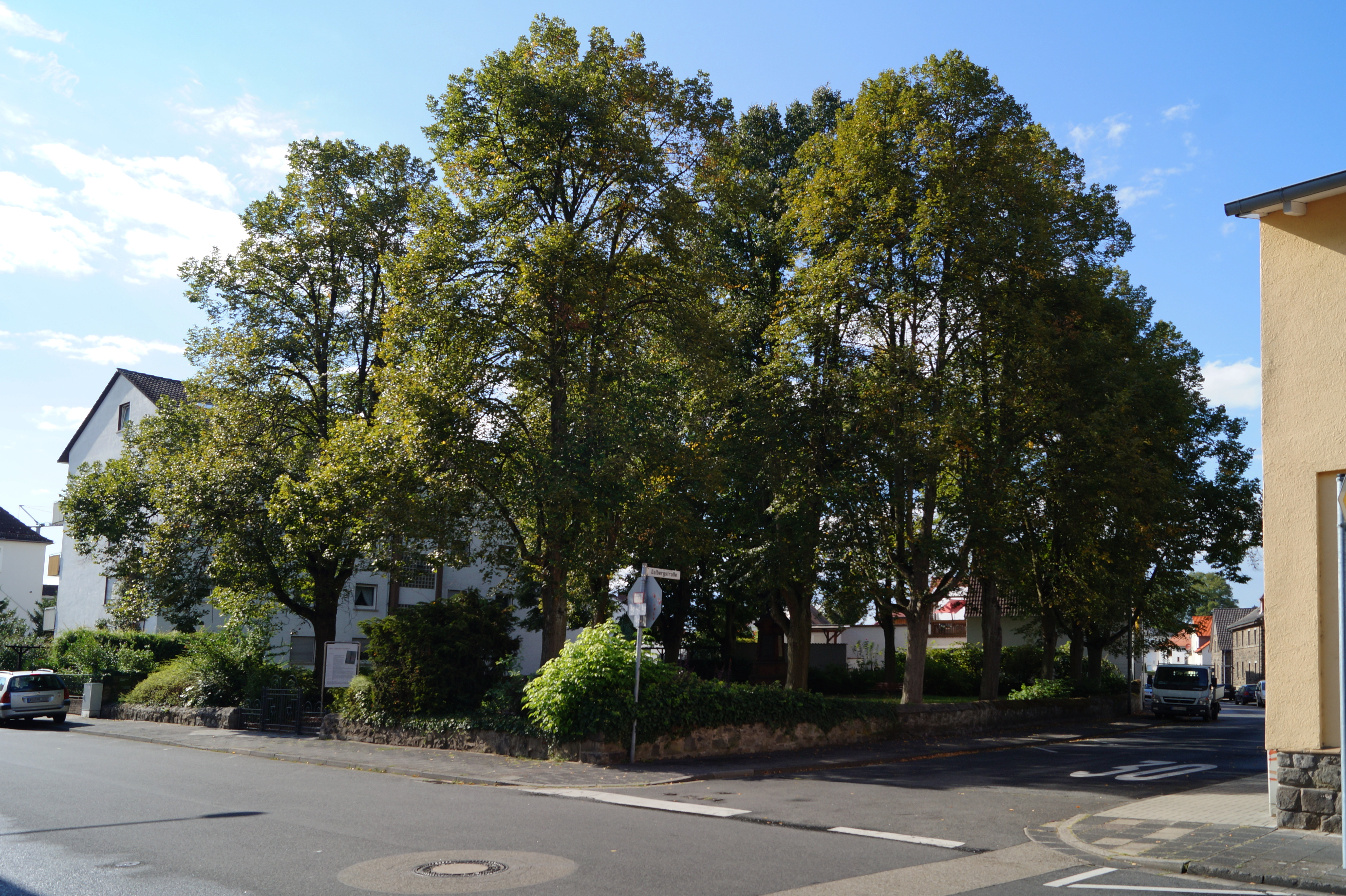
Ansicht von Südosten 2015

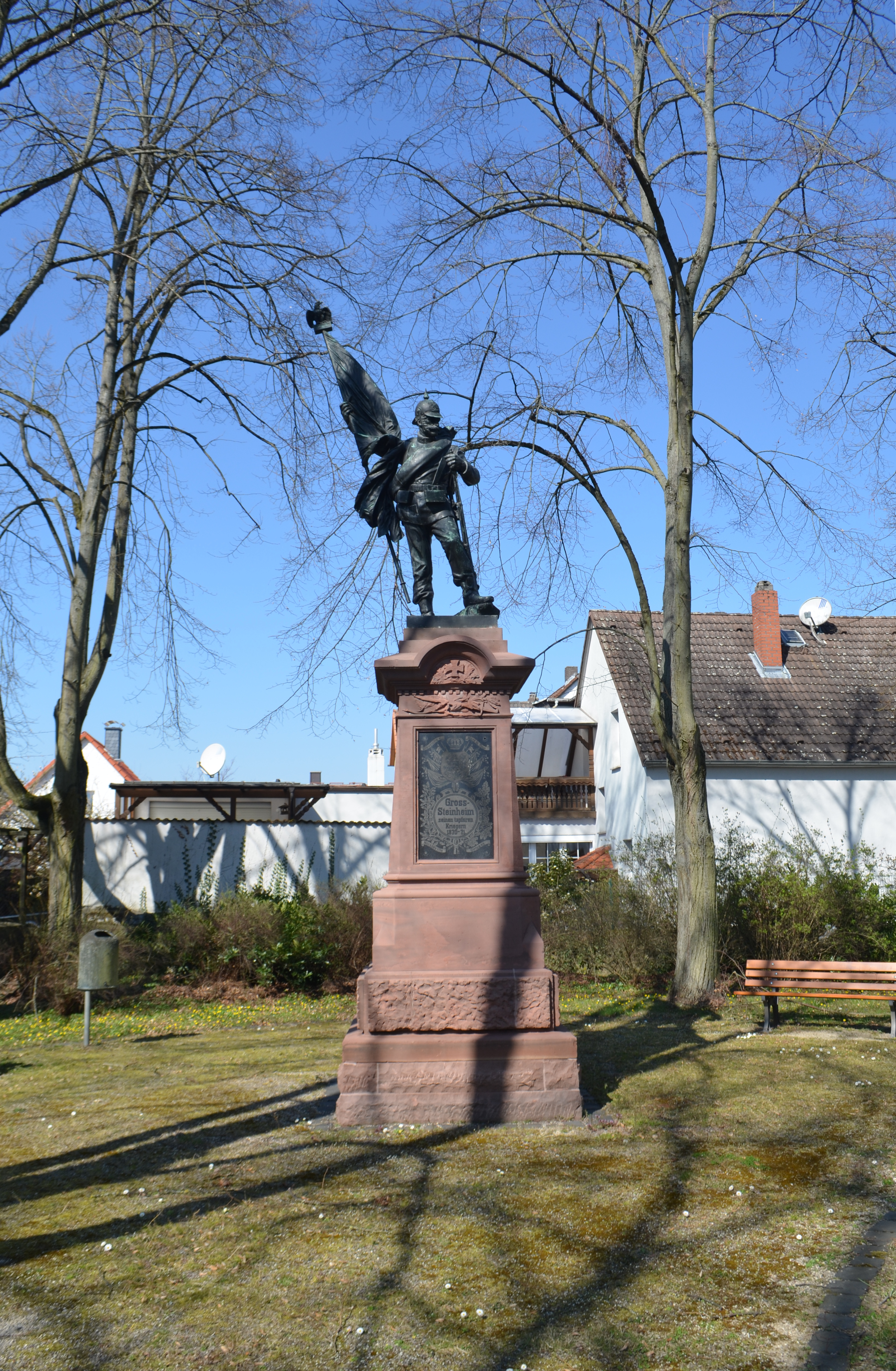
Kriegerdenkmal

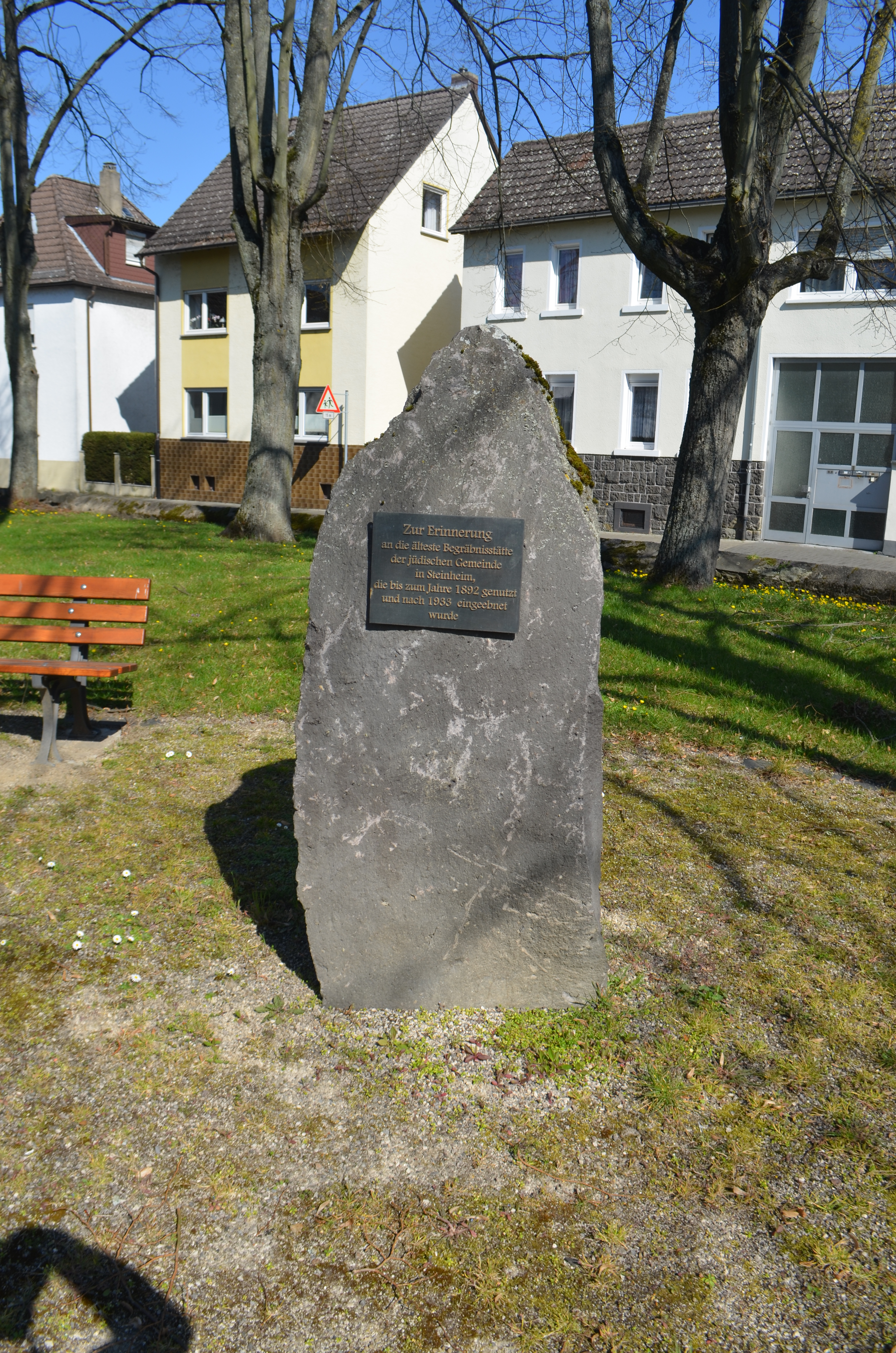
Gedenkstein

## Geografische Lage
Der alte jüdische Friedhof befindet sich an der Ecke Darmstädter Straße/Dalbergstraße. Er lag damit außerhalb der Altstadt Groß-Steinheims an einer der Ausfallstraßen. Er ist von Wohnbebauung umgeben.

## Geschichte
Zur Gründung des Friedhofes schwanken die Angaben zwischen dem 14. Jahrhundert, dem 17./18. Jahrhundert und dem Jahr 1799. Der Einzugsbereich des Friedhofs reichte über die Israelitischen Kultusgemeinden Groß-Steinheim, Klein-Steinheim (beide Orte wurden 1938 zusammengeschlossen), Klein-Auheim, Hainstadt bis Dietesheim. Ferner nutzten ihn die Jüdischen Gemeinden Mühlheim, Weiskirchen, Nieder- und Ober-Roden als Verbandsfriedhof.
Der Friedhof wurde 1892 wegen vollständiger Belegung geschlossen. Zuvor war es bereits zu Spannungen zwischen der Stadtverwaltung und der jüdischen Gemeinde gekommen, als die Wohnbebauung an den Friedhof heranrückte. Ende 1892 wurde der Neue Jüdische Friedhof Steinheim angelegt und eingeweiht.
Seit 1914 und in den 1920er Jahren kam es erneut zu Spannungen, als die Stadt die Bülowstraße, heutige Dalbergstraße auf Kosten des Friedhofs erweitern wollte. Nachdem in den 1920er Jahren drei Enteignungsanträge gescheitert waren, geschah dies schließlich sofort zu Beginn der NS-Zeit in den Jahren 1933–35. Der Beschluss dazu wurde in der ersten Gemeinderatssitzung nach der Gemeinderatswahl im Mai 1933 auf Antrag der NSDAP gefasst. Die jüdische Gemeinde wurde gezwungen, die Leichen unter Leitung des Lehrers Oppenheimer zu exhumieren und auf den Neuen Jüdischen Friedhof zu verbringen. Einige ältere Steine mit Jahreszahlen ab 1871 fanden dort Aufstellung entlang der Südmauer. Der Alte Friedhof wurde in eine Grünanlage umgewandelt und die baulichen Spuren beseitigt. Zudem wurde 1939, nach anderen Angaben bereits 1936 das 1902 ursprünglich am Steinheimer Obertor aufgestellte Kriegerdenkmal für die Gefallenen des Deutsch-Französischen Kriegs 1870/71 in der Anlage aufgestellt, das sich heute noch an Ort und Stelle befindet.

## Anlage
Erst seit 2008 wurden ernsthafte Versuche unternommen, die Folgen der Friedhofsschändung in der NS-Zeit abzumildern. Auf der Anlage wurde ein Findling mit Gedenkinschrift sowie eine ausführliche Tafel zur Geschichte des Ortes aufgestellt. Der zur Darmstädter Straße offene Eingang wurde mit einem eisernen Tor versehen, das zwei Davidsterne trägt. Die Initiative dazu ging vom Runden Tisch Steinheim aus. Auch das Kriegerdenkmal wurde saniert, für das bislang kein anderer Platz in Steinheim gefunden werden konnte.